# Halowe Mistrzostwa Europy w Lekkoatletyce 1986 – bieg na 400 m kobiet
Bieg na 400 metrów kobiet – jedna z konkurencji biegowych rozgrywanych podczas halowych lekkoatletycznych mistrzostw Europy w hali Palacio de Deportes w Madrycie. Eliminacje i półfinały zostały rozegrane 22 lutego, a bieg finałowy 23 lutego 1986. Zwyciężyła reprezentantka Niemieckiej Republiki Demokratycznej Sabine Busch, która tym samym obroniła tytuł zdobyty na poprzednich mistrzostwach.

## Rezultaty

### Eliminacje
Rozegrano 4 biegi eliminacyjne, do których przystąpiło 15 biegaczek. Awans do półfinałów dawało pierwszego dwóch miejsc w swoim biegu (Q). Skład półfinałów uzupełniły cztery zawodniczki z najlepszym czasem wśród przegranych (q).
Opracowano na podstawie materiału źródłowego.
Bieg 1
| Miejsce | Zawodniczka      | Czas  | Uwagi |
| ------- | ---------------- | ----- | ----- |
| 1       | Petra Müller     | 52,47 | Q     |
| 2       | Taťána Kocembová | 53,16 | q     |
| 3       | Fabienne Lise    | 54,97 |       |

Bieg 2
| Miejsce | Zawodniczka  | Czas  | Uwagi |
| ------- | ------------ | ----- | ----- |
| 1       | Sabine Busch | 54,03 | Q     |
| 2       | Astrid Ortel | 54,21 | q     |
| 3       | Erica Rossi  | 54,25 | q     |
| 4       | Semra Aksu   | 56,13 |       |

Bieg 3
| Miejsce | Zawodniczka         | Czas  | Uwagi |
| ------- | ------------------- | ----- | ----- |
| 1       | Ute Thimm           | 54,86 | Q     |
| 2       | Angela Piggford     | 55,07 |       |
| 3       | Pepa Pawłowa        | 55,34 |       |
| –       | Cristieana Cojocaru | DNF   |       |

Bieg 4
| Miejsce | Zawodniczka         | Czas  | Uwagi |
| ------- | ------------------- | ----- | ----- |
| 1       | Ann-Louise Skoglund | 53,98 | Q     |
| 2       | Gisela Kinzel       | 54,08 | q     |
| 3       | Cristina Pérez      | 54,25 |       |
| 4       | Gerda Haas          | 54,94 |       |

### Półfinały
Rozegrano 2 biegi półfinałowe, w których wystartowało 8 biegaczek. Awans do finału dawało zajęcie jednego z dwóch pierwszych miejsc w swoim biegu (Q).
Opracowano na podstawie materiału źródłowego.
Bieg 1
| Miejsce | Zawodniczka      | Czas  | Uwagi |
| ------- | ---------------- | ----- | ----- |
| 1       | Sabine Busch     | 52,17 | Q     |
| 2       | Taťána Kocembová | 53,27 | Q     |
| 3       | Ute Thimm        | 54,24 |       |
| 4       | Gisela Kinzel    | 55,09 |       |

Bieg 2
| Miejsce | Zawodniczka         | Czas  | Uwagi |
| ------- | ------------------- | ----- | ----- |
| 1       | Petra Müller        | 52,91 | Q     |
| 2       | Ann-Louise Skoglund | 53,39 | Q     |
| 3       | Erica Rossi         | 53,67 |       |
| 4       | Astrid Ortel        | 56,68 |       |

### Finał
Opracowano na podstawie materiału źródłowego.
| Miejsce | Zawodniczka         | Czas  | Uwagi |
| ------- | ------------------- | ----- | ----- |
| 1       | Sabine Busch        | 51,40 |       |
| 2       | Petra Müller        | 51,59 |       |
| 3       | Ann-Louise Skoglund | 52,40 | NR    |
| 4       | Taťána Kocembová    | 53,16 |       |